# Bandad påfågelfjäril
Bandad påfågelfjäril, Anartia fatima, är en fjärilsart som beskrevs av Johan Christian Fabricius 1793. Anartia fatima ingår i släktet Anartia och familjen praktfjärilar, Nymphalidae. Bandad påfågelfjäril förekommer från södra USA till Panama. Arten är även införd i Danmark, men ännu ej noterad i Sverige. Två underarter finns listade i Catalogue of Life, Anartia fatima albifasciata Hoffmann, 1940 och Anartia fatima venusta Fruhstorfer, 1907
.

## Bildgalleri

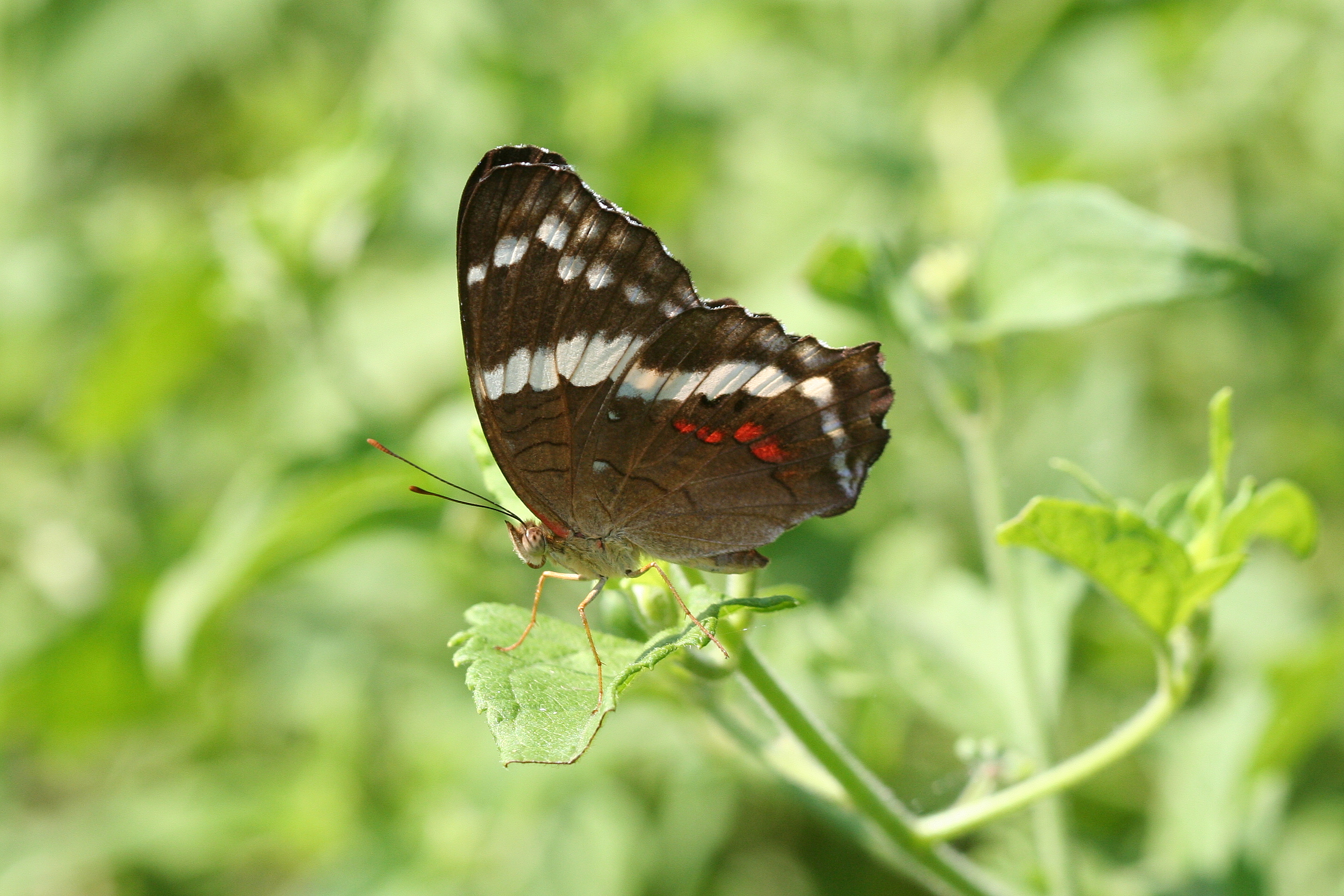
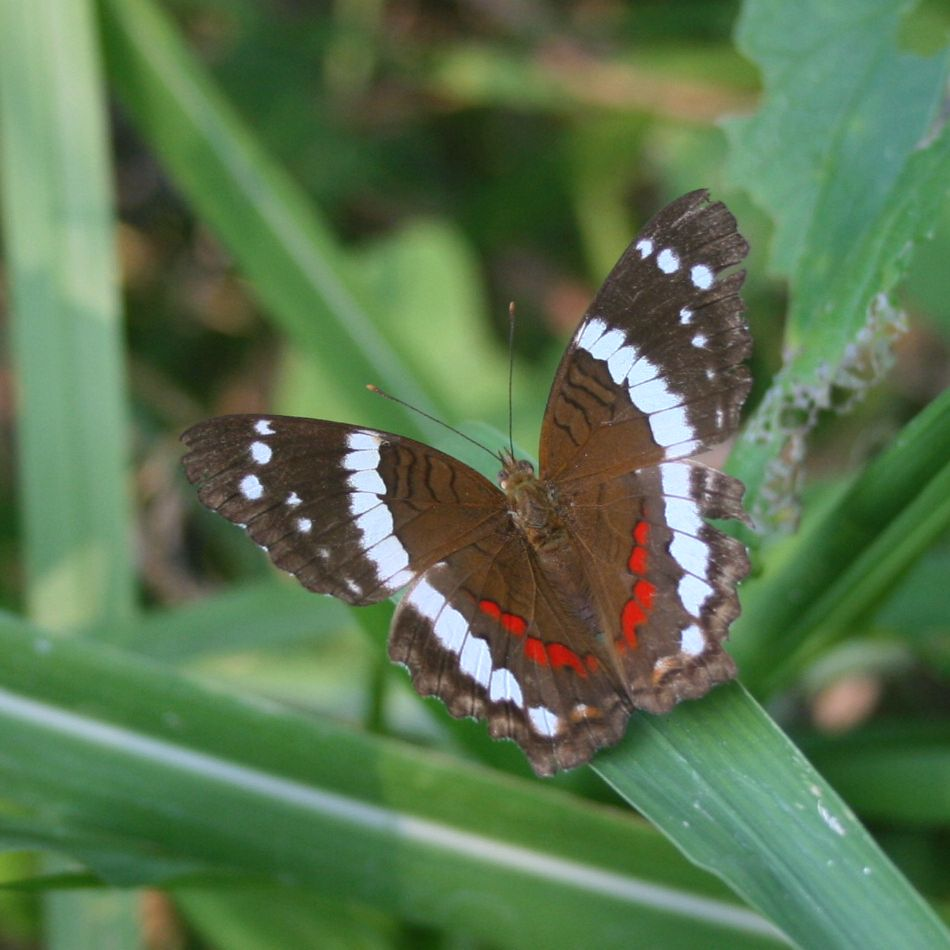
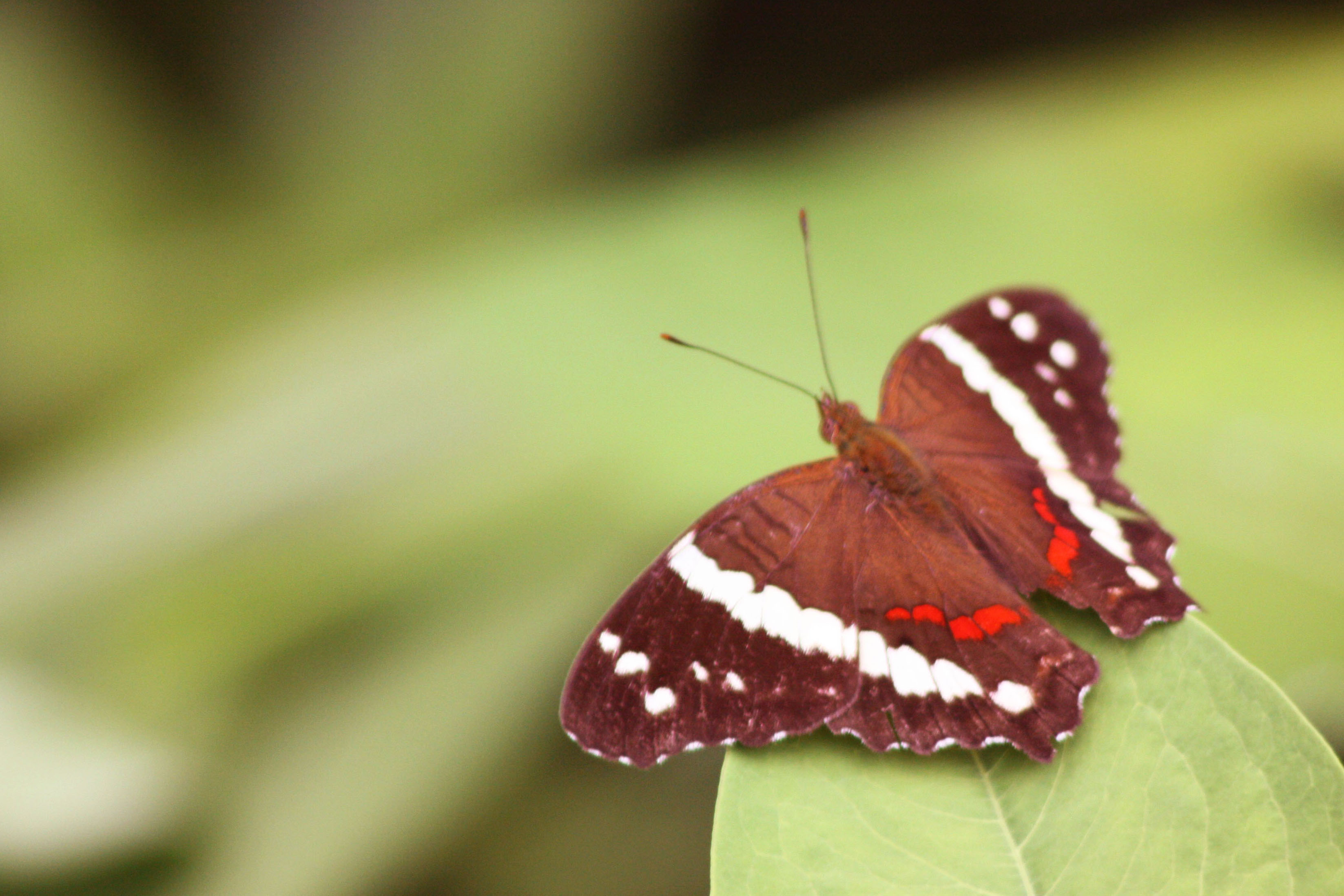
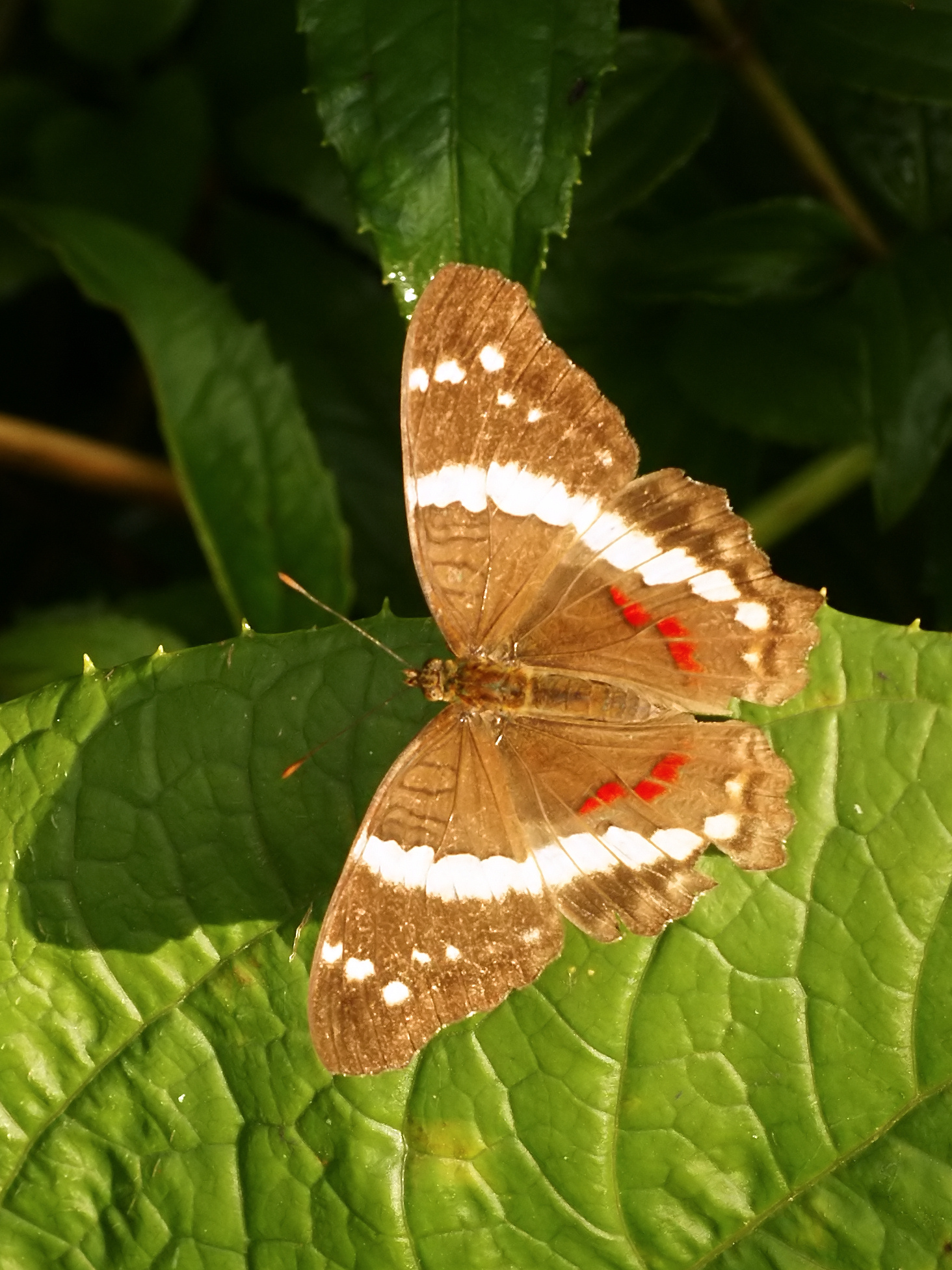
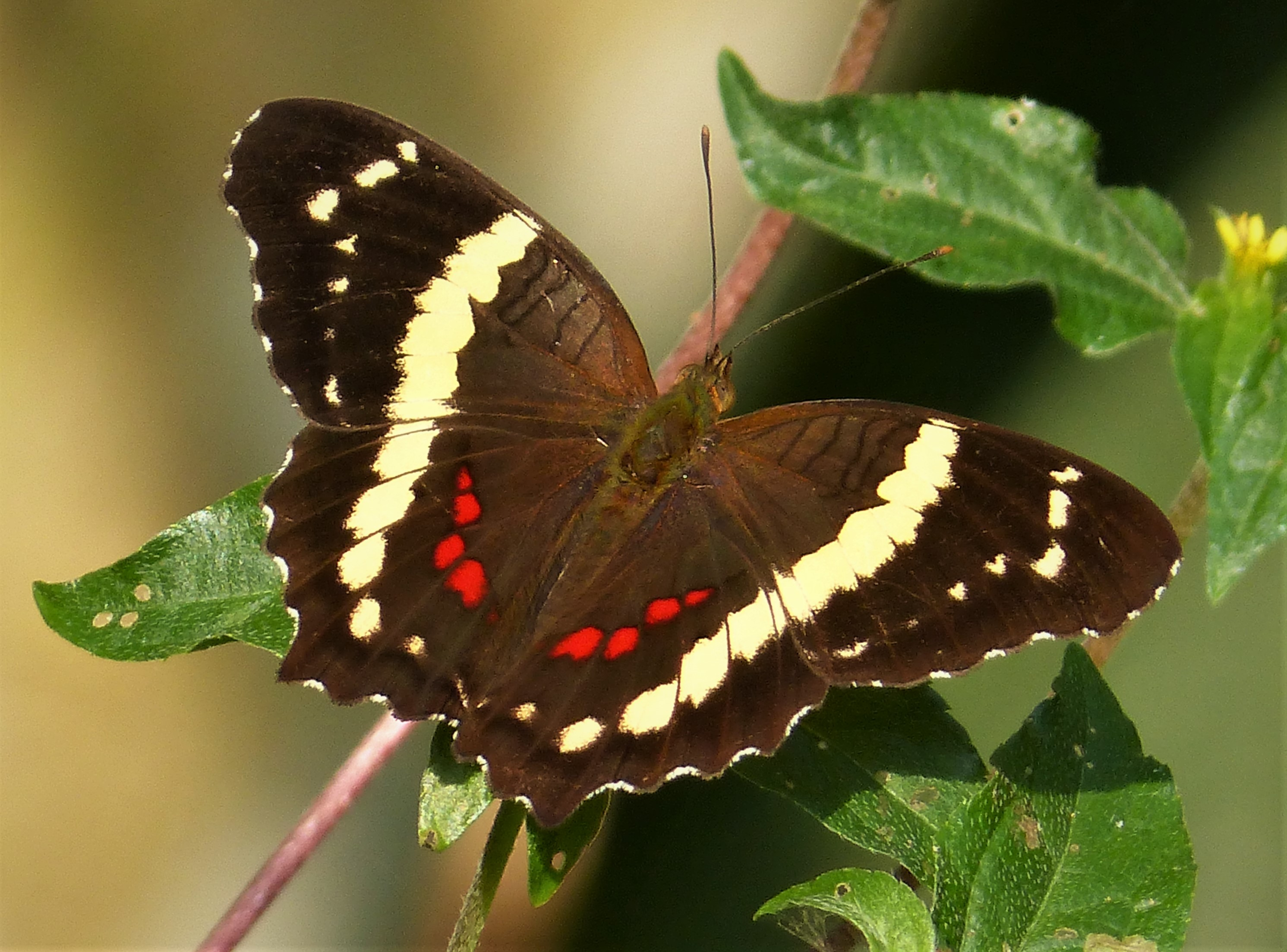
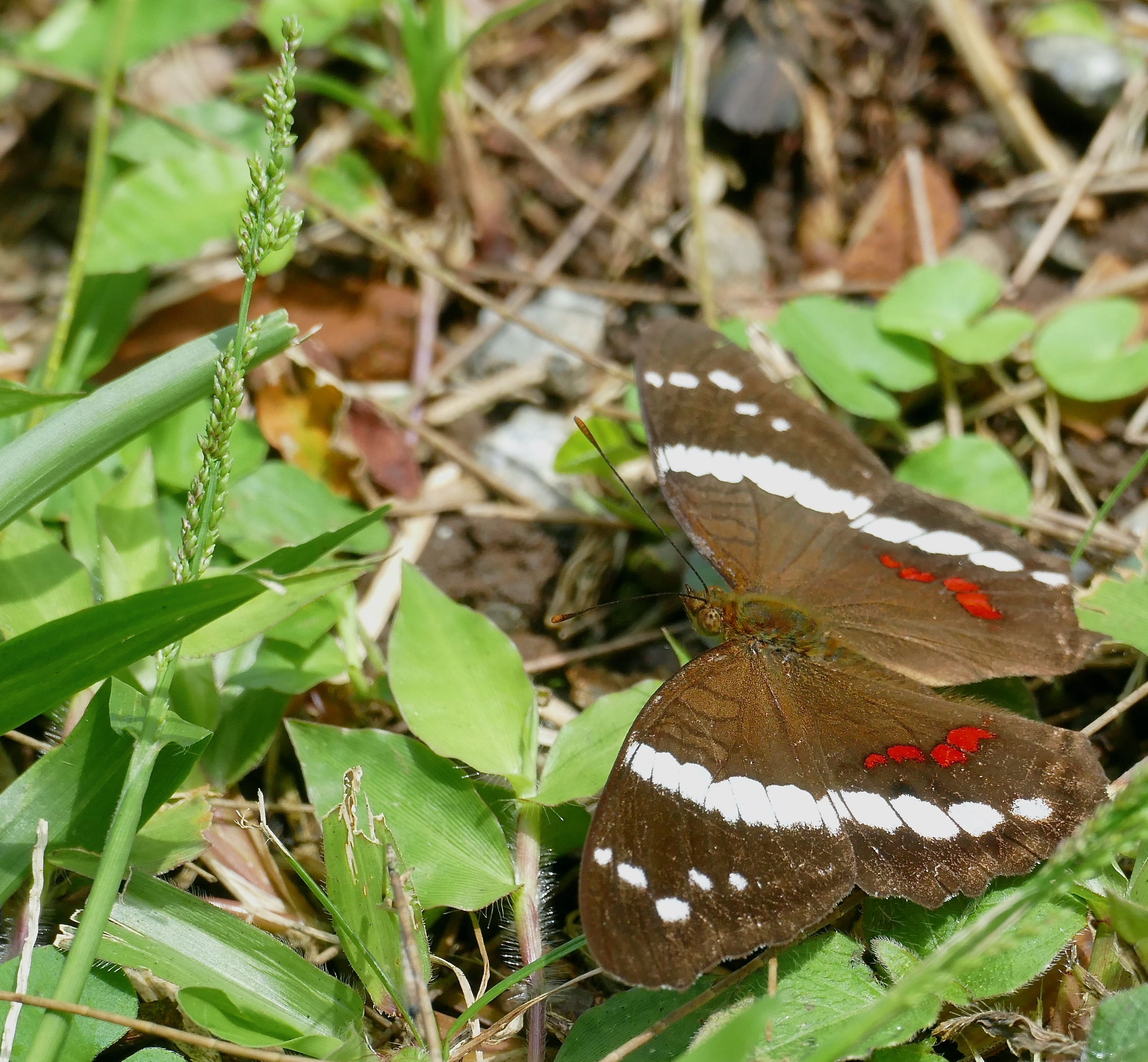